# اعتراضات به قطعی برق در ایران
اعتراضات ۱۴۰۰ به قطعی برق به سلسله اعتراض‌های مردمی و ضد حکومت جمهوری اسلامی اشاره دارد که ۲۴ تیر ۱۴۰۰ از شهرهای مختلفی در استان خوزستان آغاز شد به چندین استان دیگر گسترش یافت. این اعتراض‌ها با موضوع بی‌آبی خوزستان گسترش یافت و پس از سرکوب شدید معترضان مطالبات و شعارها سیاسی و علیه نظام جمهوری اسلامی شد.
عمدهٔ این اعتراض‌ها در شهرهای اهواز، هویزه، شادگان، حمیدیه، آبادان خرمشهر، بستان، سوسنگرد، دزفول و ایذه روی داده و به استان‌های دیگر از جمله تهران، کرمانشاه، اصفهان، بوشهر، لرستان، کردستان، آذربایجان شرقی، خراسان شمالی و البرز گسترش یافته است.
در این اعتراضات بر اثر شلیک مستقیم و پرتاب گاز اشک‌آور نیروهای امنیتی به سمت معترضان تعدادی زخمی و کشته شدند.

## پی‌آمدها و واکنش‌ها
به دنبال قطعی مکرر و بدون برنامه رئیس جدید قوه قضائیه محسنی اژه‌ای دستور داد که سریعاً جهت جلوگیری از صدمه به اموال مردم که به دلیل قطعی مکرر و بدون برنامه برق جدول قطعی تهیه و اعلام شود تا مردم بتوانند اقدامات پیگیرانه انجام دهند.